# Qiddiya Stadium
Il Qiddiya Stadium è un impianto sportivo polivalente in costruzione situato nel City Center dell'area di Qiddiya, il nuovo quartiere dei divertimenti di Riad. Una volta terminato, lo stadio avrà una capacità di 40.000 posti. Il progetto prevede la presenza nella medesima zona anche di un impianto coperto multiuso con una capacità di 18.000 posti, un centro sportivo per sport acquatici.

## Storia
Il progetto è stato annunciato nel giugno 2019, prevedendo una fine dei lavori nel 2026. Nel 2020 il governo saudita lo ha inserito nella lista degli stadi nella città di Riad (insieme allo Stadio internazionale Re Fahd, allo Stadio Città dello sport Principe Faisal bin Fahd, allo Stadio dell'Università Re Sa'ud e al futuro Stadio internazionale Re Salman) presente nella candidatura saudita a ospitare la Coppa d'Asia 2027.
Il 20 febbraio 2022 i club Al-Hilal e Al-Nasr si sono assicurati la possibilità di utilizzare lo stadio per le proprie partite casalinghe firmando un accordo di partnership strategica dal valore di 100 milioni di riyal all'anno per ciascun club. Il contratto prevede che i due club possano sfruttare lo stadio per un periodo ventennale, tra il 2022 e il 2042, con la possibilità di rivedere i termini dell'accordo ogni 5 anni.